# Sarcophanops steerii
Il beccolargo caruncolato di Mindanao o eurilaimo caruncolato (Sarcophanops steerii (Sharpe, 1822)) è un uccello passeriforme della famiglia degli Eurilaimidi.

## Etimologia
Il nome scientifico della specie è stato scelto in onore dell'ornitologo americano Joseph Beal Steere, mentre il nome comune si riferisce sia alle caruncole bluastre attorno agli occhi che all'areale occupato da questi uccelli.

## Descrizione

### Dimensioni
Misura fino a 17 cm di lunghezza, coda compresa.

### Aspetto
Si tratta di uccelli robusti, muniti di una grossa testa, collo corto e largo, becco largo e piuttosto lungo, leggermente uncinato in punta, e di due vistosi cerchi perioculari nudi presenti in entrambi i sessi.

La testa e le ali sono nero-brunastre, queste ultime con una banda longitudinale bianco-giallastra (gialla a livello dell'alula) che le segna a metà: il collo e la nuca sono attraversati da un collare bianco, e bianchi sono anche il ventre, il sottocoda e il petto (quest'ultimo con sfumature cannella più o meno evidenti). La groppa, il codione e la coda sono di color bruno-cannella, il becco e le zampe sono nero-bluastri, gli occhi sono giallo-verdi con cerchi perioculari di colore azzurro brillante.

## Biologia
Si tratta di uccelli molto timidi e dalle abitudini diurne, che vivono perlopiù solitari o in coppie, a volte associandosi ad altre specie affini: essi passano la maggior parte del tempo alla ricerca di cibo, muovendosi con circospezione nel folto della vegetazione cespugliosa e arborea, pronti a defilarsi al minimo accenno di disturbo.

### Alimentazione
La dieta di questi animali si basa principalmente su insetti, invertebrati, piccoli rettili e anfibi: più sporadicamente vengono mangiate anche frutta e bacche.

### Riproduzione
Trattandosi di una specie piuttosto rara e di difficile osservazione, mancano studi sulle modalità riproduttive di questi uccelli: si ritiene tuttavia che esse non differiscano significativamente per modalità e tempistica da quelle dell'affine eurilaimo di Giava.

## Distribuzione e habitat
Come intuibile dal nome comune, l'eurilaimo caruncolato di Mindanao è endemico dell'omonima isola delle Filippine, oltre che di alcune isole circonvicine (Dinagat, Siargao, Basilan, Poneas, Malamui): l'habitat di questi uccelli è rappresentato dalla foresta pluviale primaria e secondaria, fino a 1200 m di quota.

## Tassonomia
Tradizionalmente ascritto al genere Eurylaimus col nome di Eurylaimus steerii, attualmente questo uccello viene classificato in un genere a sé stante, Sarcophanops. Sebbene alcuni autori ne riconoscano due sottospecie (S. steerii sterii, la sottospecie nominale, della penisola di Zamboanga, e Sarcophanops steerii mayri nel rimanente areale) la specie è monotipica, tanto più che in tempi recenti ne è stata sancita la separazione di alcune popolazioni, elevate al rango di specie a sé stante col nome di Sarcophanops samarensis.